# Ådö (Vårdö, Åland)
Ådö med Träskholm är en ö i Åland (Finland). Den ligger i Skärgårdshavet och i kommunen Vårdö i landskapet Åland, i den sydvästra delen av landet. Ön ligger omkring 35 kilometer nordöst om Mariehamn och omkring 250 kilometer väster om Helsingfors.
Öns area är 1,94 kvadratkilometer och dess största längd är 3,1 kilometer i sydväst-nordöstlig riktning. Ön höjer sig omkring 15 meter över havsytan.

## Delöar och uddar
- Ådö 60°18′36″N 20°26′14″Ö / 60.30988°N 20.4371°Ö
- Norra näset 60°19′00″N 20°26′45″Ö / 60.31654°N 20.4458°Ö (udde)
- Näset 60°18′00″N 20°25′06″Ö / 60.30013°N 20.41835°Ö (udde)
- Norrören 60°19′10″N 20°26′55″Ö / 60.31942°N 20.4487°Ö (udde)
- Träskholm 60°18′19″N 20°26′50″Ö / 60.30533°N 20.44717°Ö
- Finn 60°17′58″N 20°24′49″Ö / 60.29947°N 20.41363°Ö (udde)